# Eläkeläiset

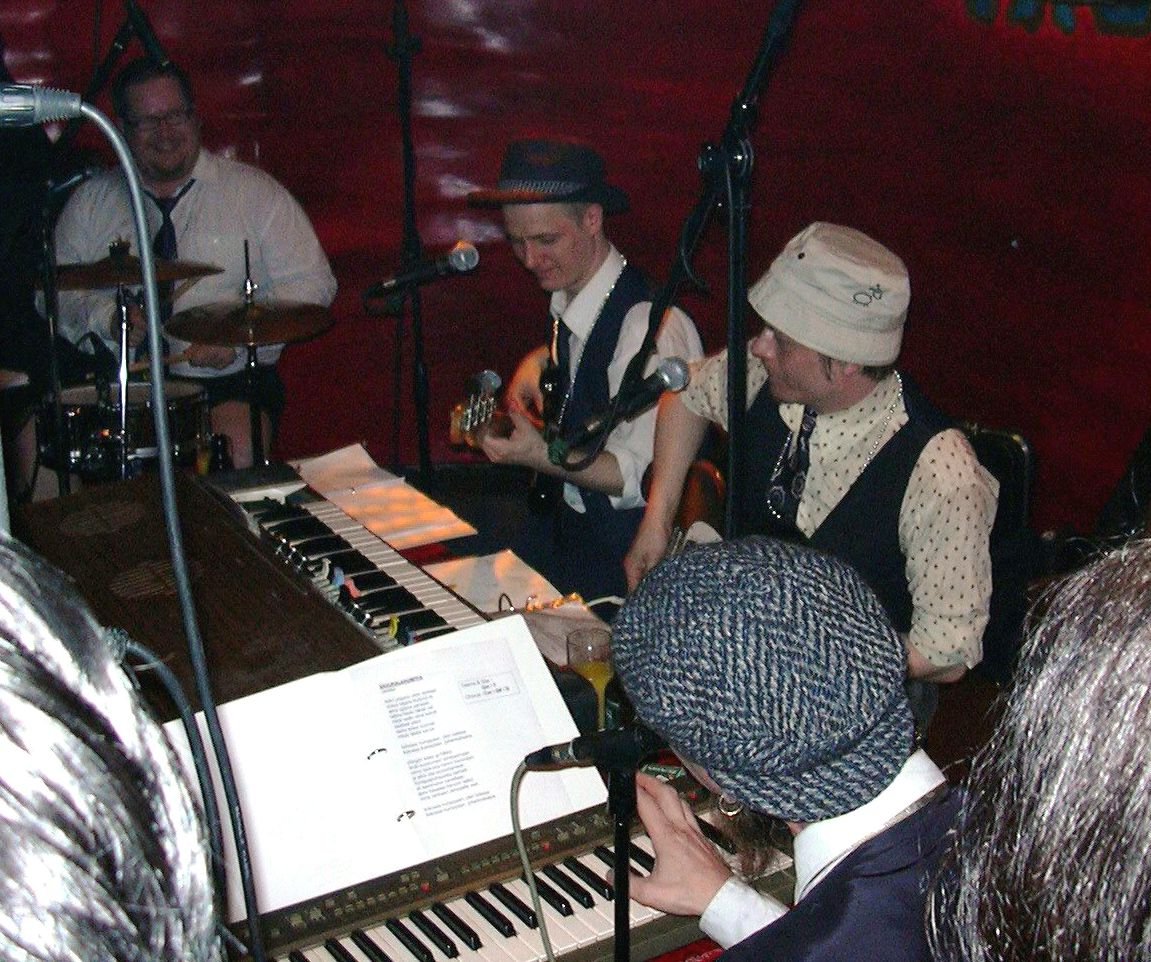
Eläkeläiset на «сцені» під час виступу у Німеччині 2004

Eläkeläiset (фін. «Пенсіонери») — фінський ансамбль, що грає музику у стилі гумппа. Створений 1993 року. Протягом існування ансамблю його склад зазнав певні зміни, найбільш постійними учасниками є Онні Варіс (клавішні, вокал), Матті Варіс (бас-гітара, вокал), Петтери Галонен (клавішні, гітара, вокал), Лассі Кіннунен (акордеон, вокал) і Крістіан Воутілайнен (ударні, вокал). Крім братів Варіс і Воутілайнена, біля витоків групи стояв гітарист Петтері Терявя. Технічним забезпеченням гурту займаються Ілмарі Койвулугта (звукорежисура і транспорт) і Пекка Йокінен (художнє оздоблення).

## Музика
«Eläkeläiset» виконують переважно кавер-версії відомих рок- і поп-хітів, оброблені в манері хумппа або повільної йенкка. При цьому композиції забезпечуються новим фінським текстом та назвами, і впізнати оригінал інколи буває практично неможливо. Аж до альбому «Werbung, Baby!» (1999) назви всіх композицій ансамблю містили компонент Humppa, Jenkka чи Polkka.
Енергійна, повна гумору манера виконання зробила «Eläkeläiset» популярними далеко поза Фінляндією. З цим гуртом пов'язують новий спалах інтересу до хумппи наприкінці XX століття.

## Виступи
За словами музикантів, «Eläkeläiset» дають від 80 до 100 концертів на рік, із них близько 20 у Фінляндії і від 40 до 50 у Німеччині. Ансамбль уникає великих виступів, проте взяв участь у кількох міжнародних фестивалях: у німецькому метал-фестивалі Wacken Open Air (W:O:A). 6 грудня 2003 виступили на Фестивалі сучасного мистецтва Фінляндії «Ніч незалежності» в московскому клубі «Б2».
«Eläkeläiset» користуються особливою популярності у середовищі розробників OpenBSD й неодноразово виступали на їхніх хакатонах.
13 серпня 2005 «Eläkeläiset» виступили на фестивалі Vahinko 2005 в Йоенсуу своїм початковим складом 1993-1994 років: Варіс, Терявя, Варс і Воутілайнен.
Під час турів музиканти подорожують у власній вантажівці. Учасники ансамблю жартують що, використовують свої гастролі для контрабанди спиртного, і періодично вивішують на офіційному сайті карти, у яких відзначені місця розташування схованок із «скарбами».

## Фотографії

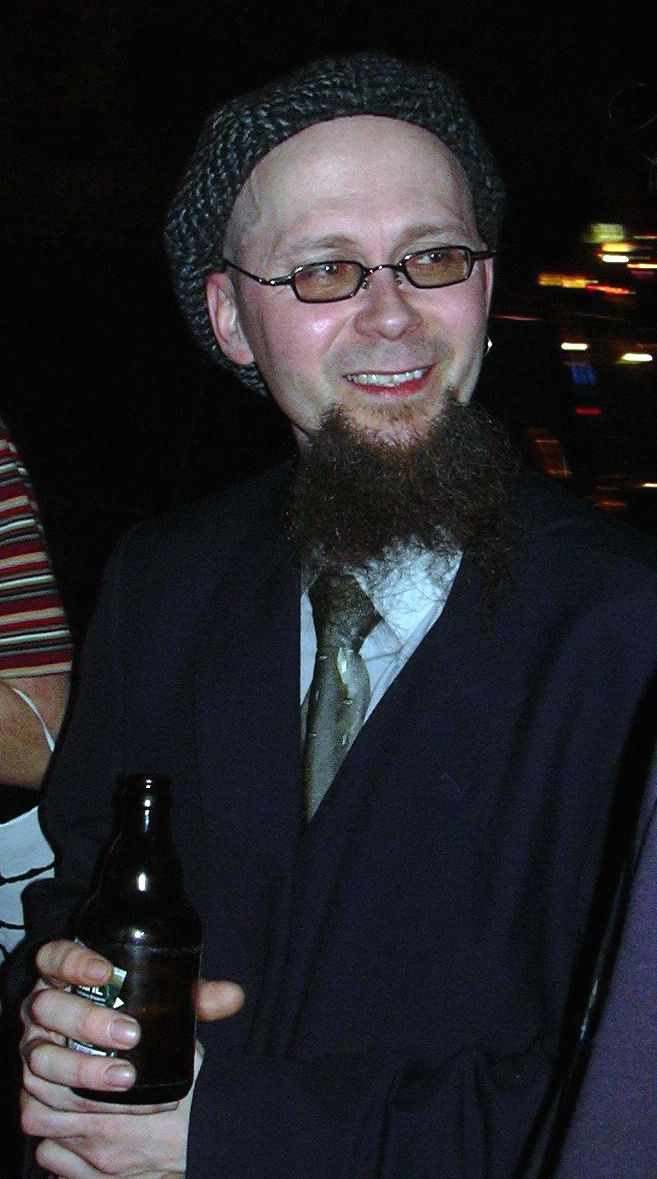
Клавішник і вокаліст Онні Варіс
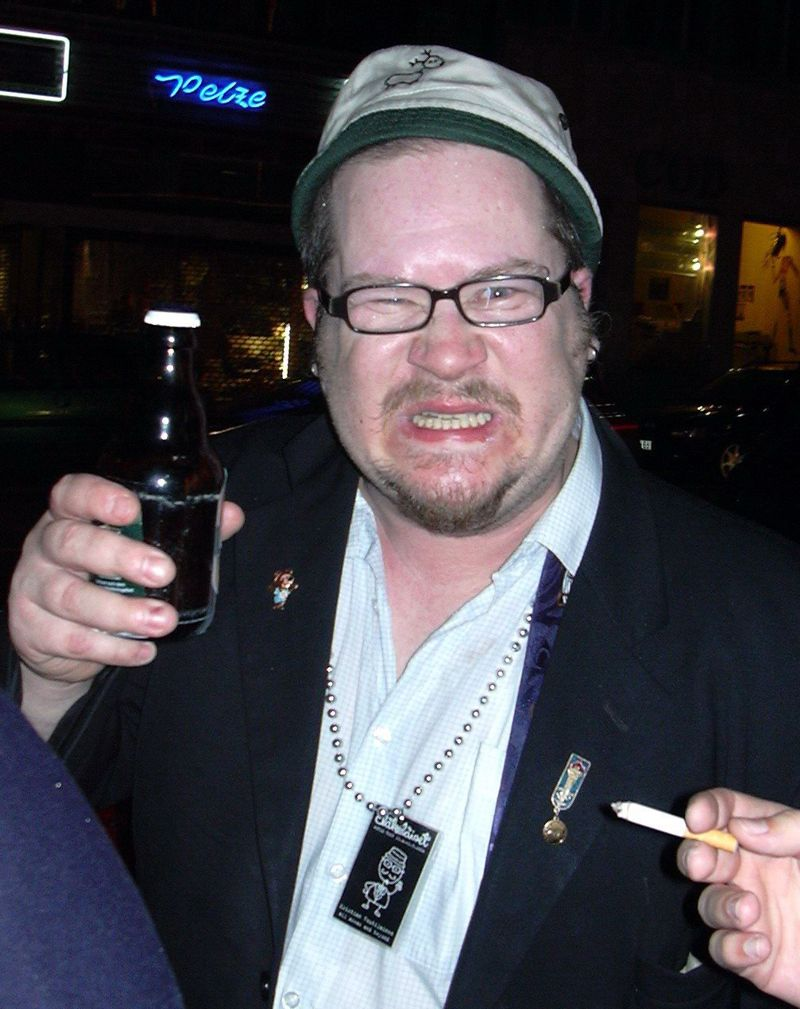
Ударник і вокаліст Крістіан Воутілайнен
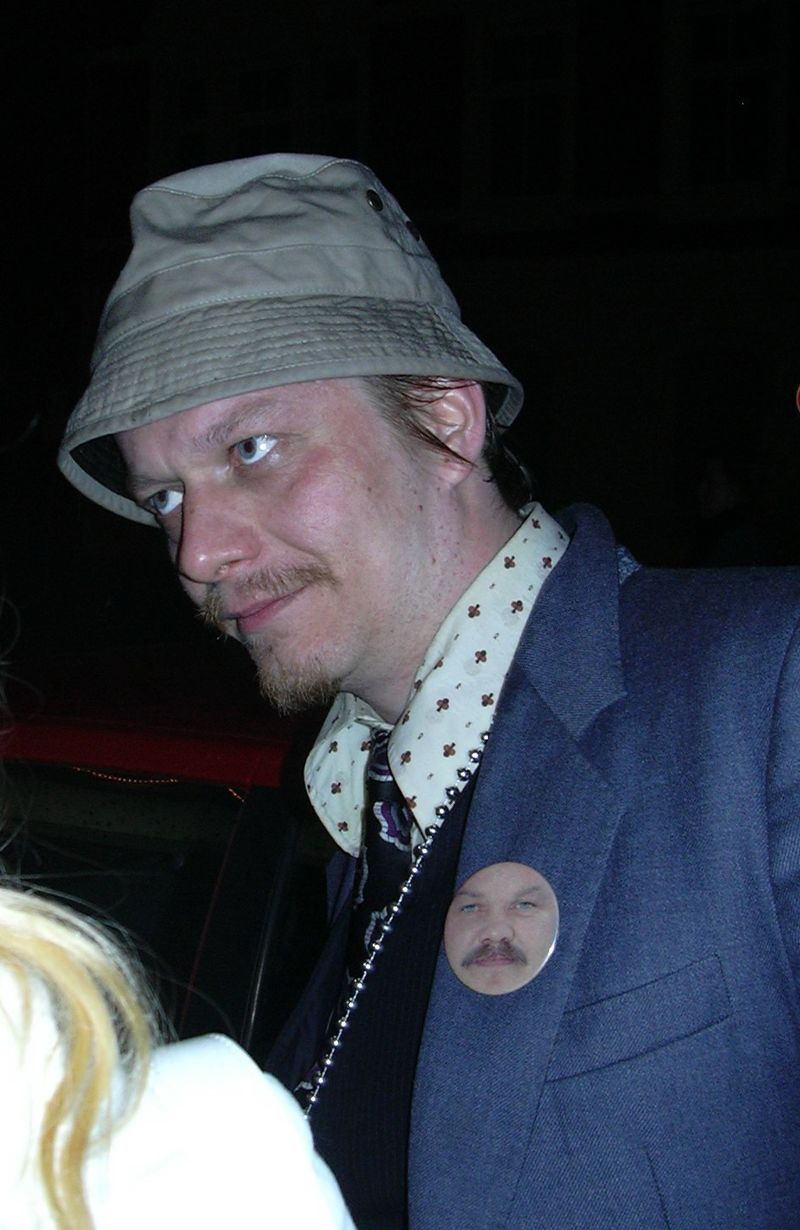
Клавішник і вокаліст Петтері Галонен

## Дискографія

### LP
- Joulumanteli (1994, існує лише у магнітофонному запису)
- Humppakäräjät (1994, альбом)
- Humpan Kuninkaan Hovissa (1995, альбом)
- In Humppa We Trust (1996, концертний альбом)
- Humppamaratooni (1997, альбом)
- Werbung, Baby! (1999, альбом)
- Humpan Kuninkaan Hovissa (2000, альбом)
- Humppa-Akatemia (2000, подвійний альбом)
- Humppa Till We Die (2000, CD)
- Humppa! (2001, альбом)
- Pahvische (2002, альбом)
- Humppaelämää (2003, альбом)
- Humppasirkus (2006, альбом)

### EP
- Humppalöyly (1995, EP)
- Humppaorgiat (1999, EP, що містить нецензурні пісні)
- Jenkkapolkahumppa (2001, EP)
- Joulutorttu (2002, EP)
- Katkolla Humppa (2003, EP)
- Keväthumppa (2003, EP)
- Das Humppawerk (2006,EP)

### Сингли
- Pyjamahumppa (1995)
- Dementikon Keppihumppa / Take Me To The City (1997)
- Sensational Monsters Of Humppa (1998)
- Huipputähtien Ykköshitit (1999)
- Ja Humppa Soi (2000)